# Wöllmarshausen
Wöllmarshausen ist ein Ortsteil der Gemeinde Gleichen im Landkreis Göttingen am südöstlichen Rand von Niedersachsen. Er hat 308 Einwohner (Stand: 1. Januar 2024).

## Geographie
Der Ort liegt in Südniedersachsen im Tal der Garte, eines 23 km langen Nebenflusses der Leine, auf einer Höhe von 208 m bis 230 m ü. NHN im bebauten Gebiet. Wöllmarshausen liegt ungefähr 10 Kilometer südöstlich von Göttingen und 12 Kilometer westlich von Duderstadt im Naturraum Reinhäuser Wald. Gut vier Kilometer südwestlich des Ortes befinden sich Die Gleichen, ein bis 430 m hohes Bergpaar; direkt an den Ort angrenzende Erhebungen sind der 278 m hohe Birkenberg im Südwesten und der 281 m hohe Mühlenberg im Norden, der auch die höchste Erhebung im Gemarkungsgebiet ist.
Nachbarorte mit direkter Straßenverbindung sind Rittmarshausen, Benniehausen, Sattenhausen, Groß Lengden mit der Siedlung Niedeck und Nesselröden. Außerdem grenzen die Gemarkungen der Orte Kerstlingerode und Gelliehausen an die Wöllmarshäuser Gemarkung.

## Geschichte
Erstmals erwähnt wurde Wöllmarshausen 1013 als „Wilmershausen“ in einer Urkunde des Michaelisklosters Hildesheim. Ab 1451 war das Dorf Teil der Landgrafschaft Hessen, bevor es ab 1816 zum Königreich Hannover gehörte. Während das Obereigentum beim jeweiligen Landesherrn verblieb, erhielt das Adelsgeschlecht zu Uslar-Gleichen das Patrimonialgericht und trat sowohl als Kirchenpatrone, wie auch als Gutsherren im Ort auf. Der Name Wöllmarshausen bedeutet „Behausungen an den durch wellende Quellen gekennzeichneten Wasserstellen“. So finden sich in naher Umgebung des Dorfes unter anderem die Negebornquelle und der Ochsenpump.
Während des Dreißigjährigen Krieges blieb Wöllmarshausen von großen Schäden und Brandschatzungen verschont. Am 22. August 1626, wenige Tage vor der Schlacht bei Lutter am Barenberge, vereinten sich jedoch Truppenteile des kaiserlichen Feldherren Tilly bei Wöllmarshausen, um sich für den Kampf gegen König Christian von Dänemark vorzubereiten. Nichtsdestotrotz herrschte aufgrund des Krieges auch in Wöllmarshausen große Not. 1628 wendeten sich die Bewohner des Dorfes zusammen mit den Bewohnern der Nachbardörfer Benniehausen und Gelliehausen an den damaligem Landesherren der Landgrafschaft Hessen in Kassel mit der Bitte, weniger Kriegsabgaben leisten zu müssen, um sich selbst besser versorgen zu können. So mussten die Dorfbewohner regelmäßig ihre Pferde und Vorräte abgeben, da diese für den Krieg benötigt wurden. Auf der Tractus Eichsfeldiae von 1759 wird Wöllmarshausen als „Welmershausen“ bezeichnet, womit sich die Lücke zwischen „Wilmershausen“ und dem heutigen Namen des Ortes schließt.
Das Ortsbild ist geprägt von zahlreichen Bauernhöfen sowie Fachwerkhäusern entlang der Hauptstraße, deren Geschichten bis ins 17. Jahrhundert zurückreichen und die heute teilweise unter Denkmalschutz stehen. Einige Häuser wurden bei einem starken Unwetter im August 1886 beschädigt oder zerstört. Auch 1945 wurden durch den Einmarsch der amerikanischen Truppen Häuser durch Brandbomben und Granaten beschädigt – einige sogar so stark, dass sie in den darauffolgenden Jahren abgebrochen werden mussten.
Mit Beginn des 20. Jahrhunderts und der Blüte der Kaiserzeit hielten gesellschaftliches und geschäftliches Treiben Einzug in den Ort. So gab es neben einem Männergesangsverein auch einen Radfahrer- und einen Kegelverein. Außerdem gab es die beiden Gasthäuser Schneemann und Stietenroth, die Mühle und Bäckerei der Familie Schulze, den Kaufmannsladen Michaelis und das Fotografiegeschäft der Familie Eickhoff, welches ab 1900 fast 80 Jahre lang im Ort existierte. Dank der Bemühungen des Geschäftsgründers Louis Eickhoff und seines Enkels Klaus sind heute zahlreiche Fotografien des Dorflebens aus dem frühen 20. Jahrhundert erhalten. Diese wurden 2019 in einem Fotoband von Klaus Eickhoff veröffentlicht.

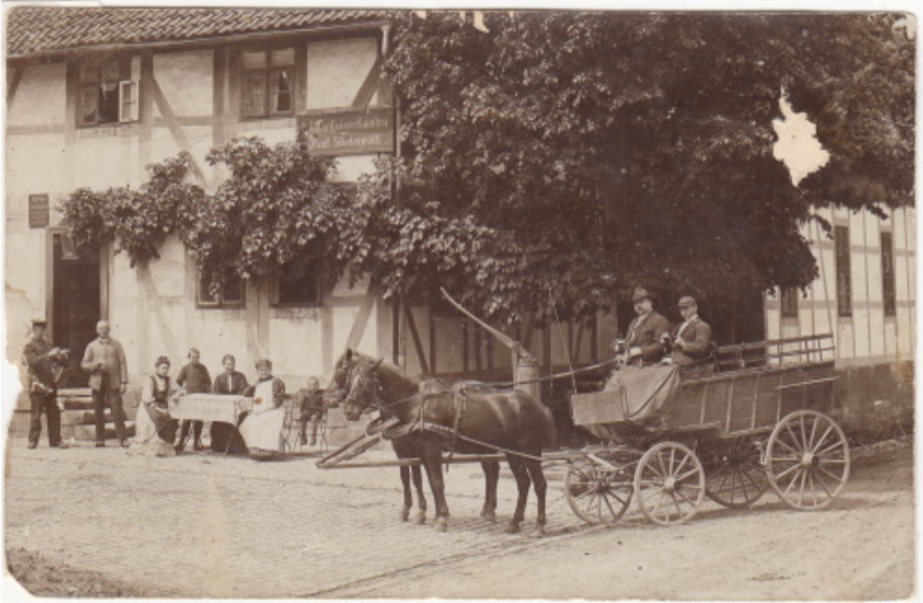
Gasthof der Familie Stietenroth, ca. 1910. Foto aus der Sammlung Eickhoff

1925 wurde Wöllmarshausen an die regionale Stromversorgung angeschlossen, 1960 an die zentrale Wasserversorgung. Bis zu diesem Zeitpunkt erfolgte die Versorgung mit Trinkwasser über Wasserquellen in der näheren Umgebung. Oftmals wurde auch Wasser aus der Garte entnommen, abgekocht und als Trinkwasser verwendet. Viele Häuser verfügten auch in den Folgejahren noch über eigene Zisternen. 

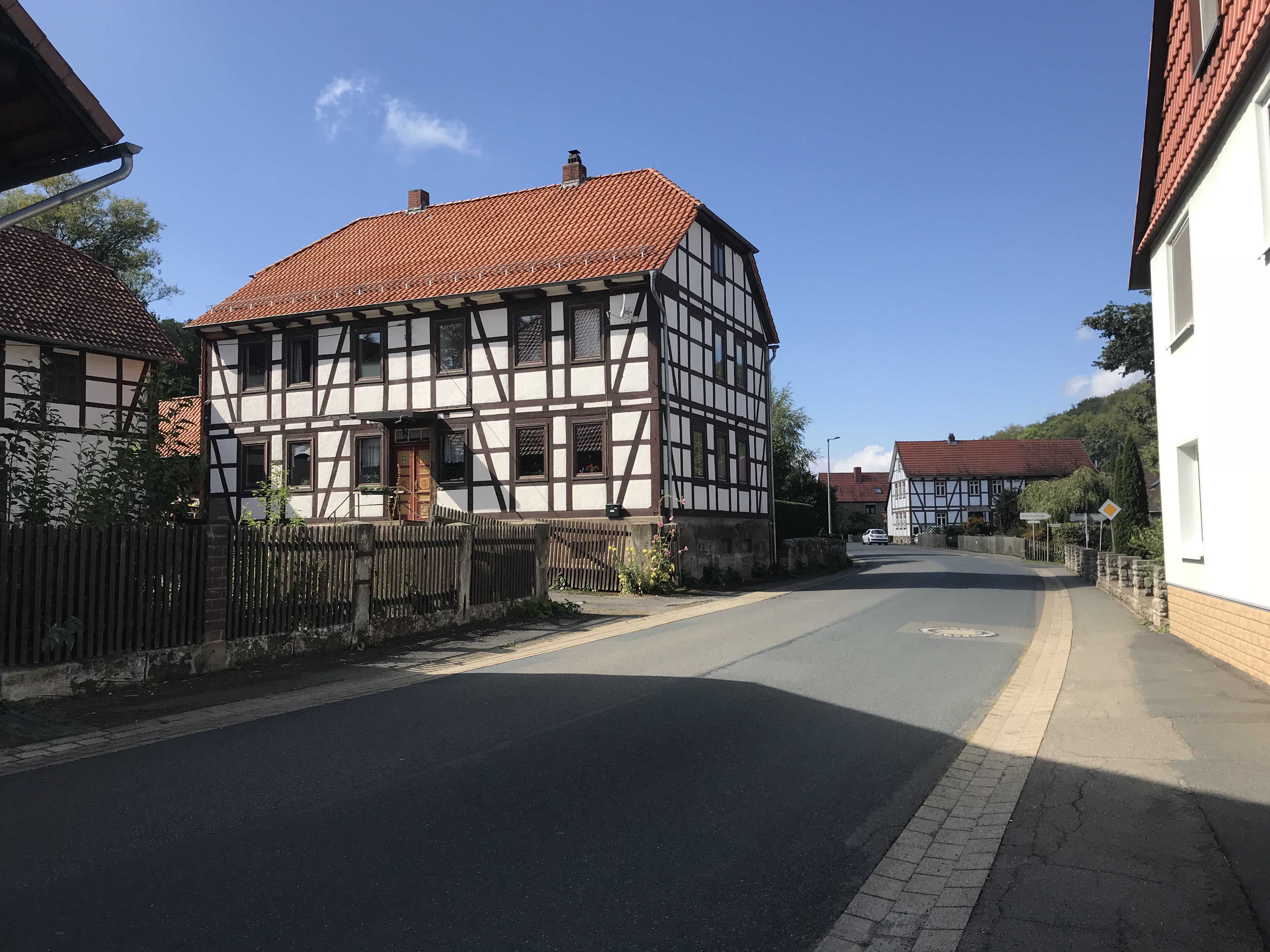
Die Gottfried-August-Bürger-Straße in Wöllmarshausen

In den 1960er und 1970er Jahren entstanden mehr als ein Dutzend neue Wohnhäuser in Wöllmarshausen. Aus dem rein landwirtschaftlich geprägten Ort wurde eine Wohngemeinde, da immer mehr Einwohner in Göttingen oder Duderstadt Arbeit fanden. Von den einstmals gut ein Dutzend Bauernhöfen wurden im Jahr 2018 nur noch zwei aktiv bewirtschaftet. Am nördlichen Ortsrand befindet sich das Neubaugebiet Eichengrund, in welchem seit den 1990er Jahren erneut mehrere Wohnhäuser entstanden sind.
Aufgrund der Neuordnung des Schulwesens wurde die Dorfschule 1977 geschlossen, da in Kerstlingerode bereits 1957 eine Schule für die umliegenden Ortschaften auf dem Gelände des ehemaligen Güterbahnhofs der Gartetalbahn erbaut wurde. 1958 wurde in Wöllmarshausen, auf dem leerstehenden Gutshof der Adelsfamilie von Uslar-Gleichen, welcher nach dem Zweiten Weltkrieg als Unterkunft für Kriegswaisen diente, eine Berufsschule für Landwirtschaft durch den Landkreis Göttingen eingerichtet. Diese wurde bereits nach einigen Jahren wieder geschlossen. Auch Schmiede, Bäckerei, Mosterei, das Kaufhaus Michaelis (später einmal eine Tankstelle) und beide Gasthäuser des Ortes sind heute nicht mehr existent. So schloss das Gasthaus Stietenroth, in dem sich auch die Kegelbahn des Ortes befand, 1995 seine Pforten. Es zählte vor allem in den 1960er und -70er Jahren zu den bekanntesten Gasthäusern im Gartetal. Heute gibt es im Ort eine Praxis für Physiotherapie, ein Natursteinwerk und einen Pizzabringdienst.

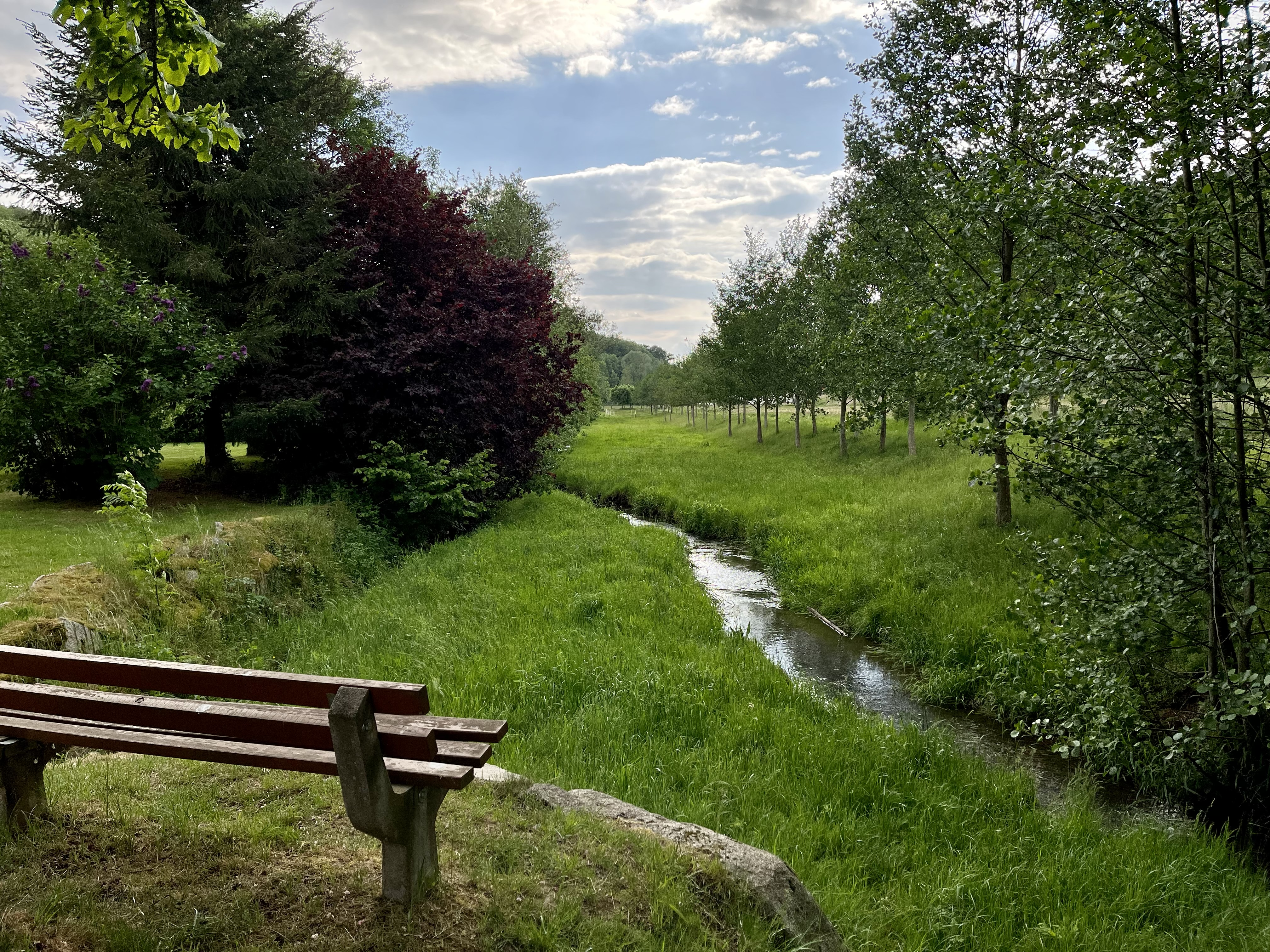
Die Garte in Wöllmarshausen zwischen Gottfried-August-Bürger-Straße und Spickenweg

Wie bereits in den Jahren 1886 und 1909 fiel der Ort auch 1981 einem schweren Unwetter zum Opfer. Die Garte überflutete fast das gesamte Dorf und beschädigte mehrere Häuser teils schwer. 2007 gab die Gemeinde Gleichen bei der Leibniz Universität Hannover ein Gutachten zum Hochwasserschutz in Auftrag. Die Ergebnisse wurden 2013 umgesetzt, das Flussbett der Garte auf einer Länge von gut 300 Meter um bis zu 10 Meter verbreitert und eine Flutmulde angelegt. 2015 wurde in der Mitte des Ortes, unweit der Kirche, ein Thieplatz mit Lindenbäumen durch den Ortsheimatpfleger geschaffen. Bis 1990 stand an dieser Stelle ein Vierseitenhof, dessen Gebäude weitgehend abgerissen wurden.
2016 sollte mit dem Bau von fünf Windkraftanlagen zwischen Wöllmarshausen und Rittmarshausen begonnen werden. Dieser wurde aufgrund von gefährdeten Rotmilanen, die im Gebiet zwischen den beiden Orten nisten, aber nicht durchgeführt. Zuvor hatte sich bereits eine Bürgerinitiative gegen den Bau gegründet.
Im Zuge der Gemeindegebietsreform wurde Wöllmarshausen am 1. Januar 1973 ein Ortsteil der neu gebildeten Gemeinde Gleichen.

## Jüdische Gemeinde in Wöllmarshausen
Ab dem 15. Jahrhundert lebten einige jüdische Familien im Ort. So waren es um 1860 zehn Erwachsene und zwei Kinder in insgesamt drei jüdischen Familien, welche der Synagogengemeinde Bremke angehörten. Wie die meisten der Dorfbewohner waren auch die Juden nicht sonderlich wohlhabend, lebten von der Landwirtschaft und besuchten die Dorfschule. Noch heute sind am nordwestlichen Dorfende Reste des jüdischen Friedhofes zu sehen. Nachweislich lebten in Wöllmarshausen die jüdischen Familien Eichsholz, Löwenthal, Goldschmidt und Rosenbaum. Erstere zogen bereits zu Beginn des 19. Jahrhunderts in das nahegelegene Duderstadt, Familie Löwenthal folgte in den 1870er Jahren.

## Verkehr
Wöllmarshausen liegt an der Landesstraße 569 von Göttingen nach Duderstadt, ca. 10 Kilometer von Göttingen und ca. 12 Kilometer von Duderstadt entfernt.
Die Gartetalbahn machte auf ihrer Fahrt von Göttingen nach Rittmarshausen bzw. Duderstadt von 1897 bis zu ihrer Stilllegung 1957 Halt in Wöllmarshausen. Von der Bahnstrecke zeugt noch heute eine Brücke am westlichen Ortsausgang, welche seit 2006 als Radweg genutzt wird. Der Radweg ist Teil des Weser-Harz-Heide-Radfernweges von Hann. Münden nach Lüneburg und wurde in den Jahren 2021 und 2022 erneuert.
Wöllmarshausen ist an das Regionalbusnetz des Verkehrsverbundes Süd-Niedersachsen angeschlossen. Beide Haltestellen des Ortes, Am Mühlenberg und Spickenweg, werden mehrmals täglich von der Linie 154 Göttingen-Bahnhof – Beienrode bedient.

## Politik

### Ortsrat
Der Ortsrat setzt sich aus fünf Ratsfrauen und Ratsherren zusammen. Die Wahlbeteiligung lag 2021 bei 68 %.
- Wählergemeinschaft Wöllmarshausen: 5 Sitze

(Stand: Kommunalwahl am 12. September 2021)

### Ortsbürgermeister
Ortsbürgermeister von Wöllmarshausen ist Hans-Joachim Klabunde.

### Wappen
| Wappen von Wöllmarshausen | Blasonierung: „In Rot ein goldener (gelber) Wechselzinnenbalken.“ |
| Wappen von Wöllmarshausen | Wappenbegründung: Otto Rössler von Wildenhain legte der Gemeinde Wöllmarshausen 1949 drei Wappenentwürfe vor. Der Gemeinderat legte aber nie einen Entwurf dem niedersächsischen Innenministerium zur Genehmigung vor. Das Wappen bezieht sich auf das, der Herren von Uslar-Gleichen, die früher großen Einfluss im Ort hatten. Die Farben sind die der Herren von Plesse. |

## Sehenswürdigkeiten

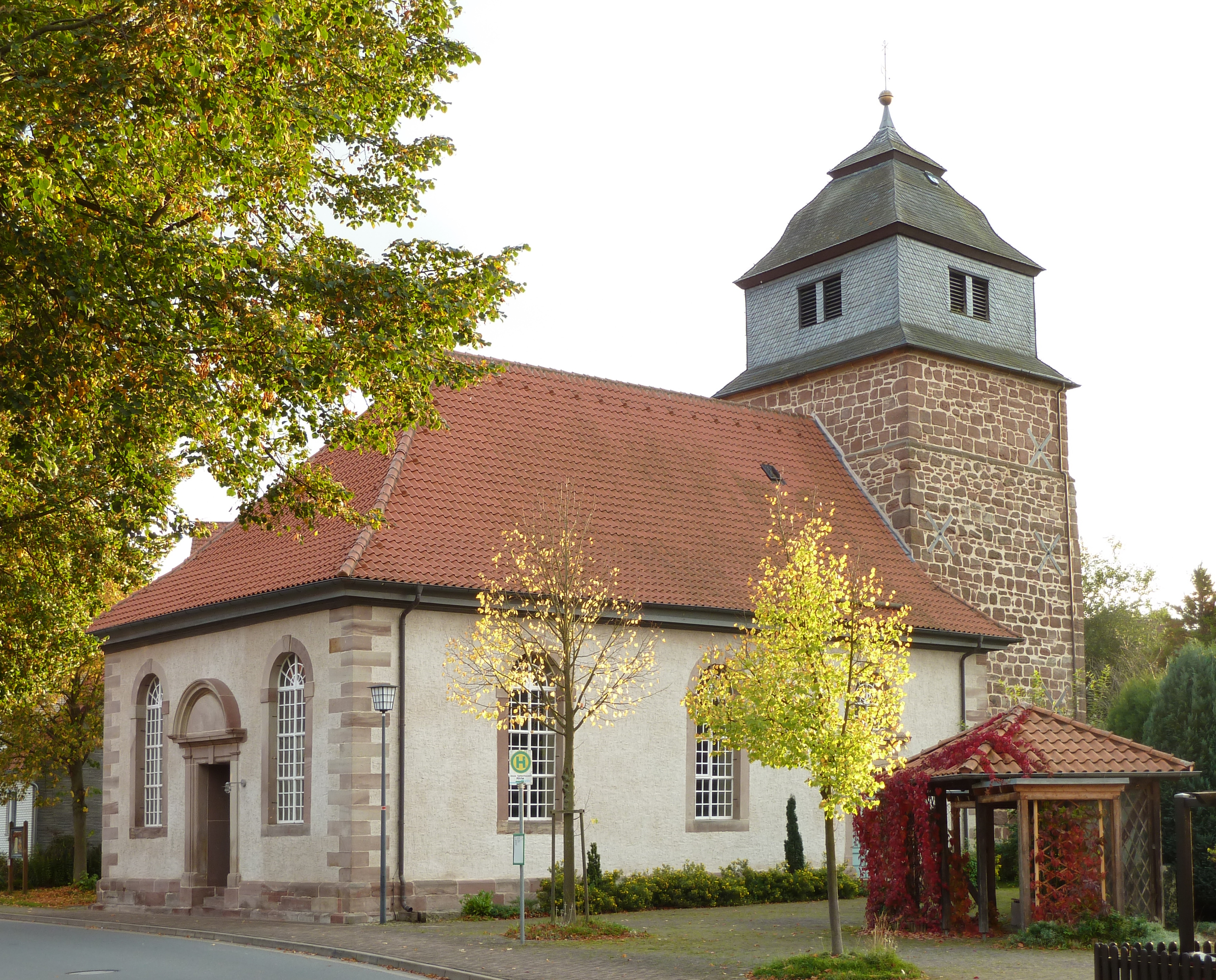
Evangelisch-lutherische Kirche in Wöllmarshausen

- Ev.-luth. Kirche: Der Turm ist mittelalterlich, der Saal wurde im Jahr 1756 erbaut und der verschieferte Fachwerk-Turmaufsatz stammt vom Anfang des 19. Jahrhunderts. Die älteste Glocke im Turm stammt aus dem Jahr 1777 und ist graviert mit „Es ließen mich gießen die sämtlichen Herren von Uslar als Kirchenpatrone.“ Eine zweite Glocke wurde 1816 angeschafft, musste im Zuge des Ersten Weltkrieges aber eingeschmolzen werden. Unter dem Kirchturm befindet sich eine Erbbegräbnisstätte der Adelsfamilie von Uslar-Gleichen.[6]
- Jüdischer Friedhof: Der Friedhof befindet sich am nordwestlichen Ende des Dorfes, unweit des heutigen Dorfgemeinschaftshauses, und wurde bis 1870 belegt. 1983 wurden Abschriften der noch erhaltenen Grabsteine vom Göttinger Theologen Berndt Schaller angefertigt.
- Ehemaliger Gutshof: Der Hof Gottfried-August-Bürger-Straße 6 wurde von der Adelsfamilie von Uslar-Gleichen im Jahr 1732 als Gutshof erbaut, ist eines der ältesten noch erhaltenen Gebäude im Ort und steht unter Denkmalschutz. Bis das Lehnswesen im 19. Jahrhundert auch in Wöllmarshausen abgeschafft wurde, musste jeder Bauer des Ortes den zehnten Teil seiner Ernte auf dem Gutshof in der sogenannten Zehntscheune abliefern. Nach Abschaffung des Lehnswesen wurde der Hof als Gasthaus verpachtet, in welchem auch die örtliche Poststelle zu finden war. In Folge des Zweiten Weltkrieges war auf dem Hof ein Heim des Deutschen Roten Kreuzes für Kriegswaisen und später die landwirtschaftliche Berufsschule untergebracht. Die Zehntscheune wurde jedoch 1977 abgebrochen, nur das Wohnhaus ist noch erhalten.[2]

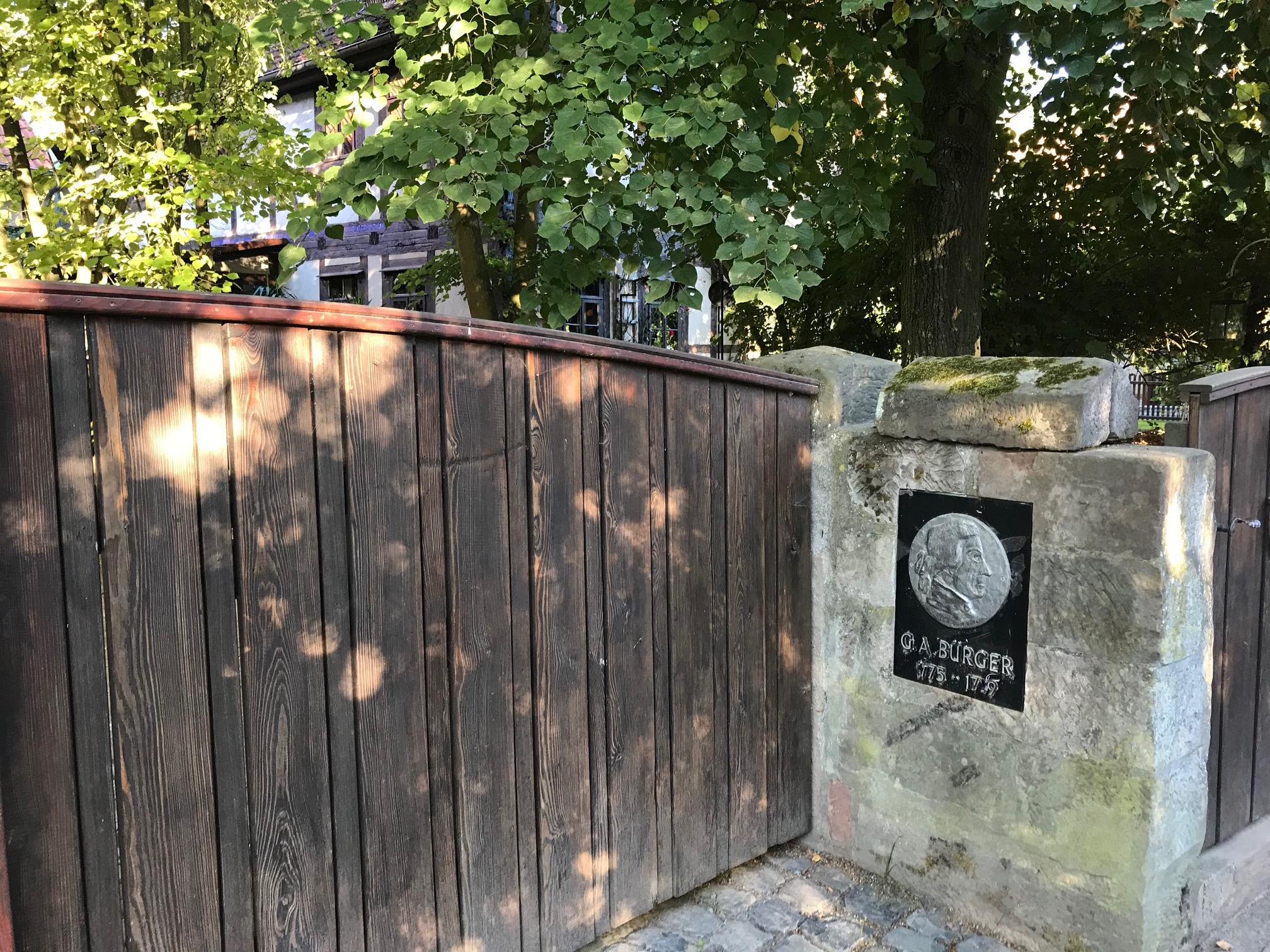
Tor zum ehemaligen Wohnhaus Gottfried August Bürgers in der Mühlengasse (2018)

- Ehemaliges Wohnhaus Gottfried August Bürgers: Das Haus, welches der Dichter Gottfried August Bürger von 1774 bis 1784 bewohnte, befindet sich in der Mühlengasse 1 und steht wie auch der ehemalige Gutshof unter Denkmalschutz. Am Tor zum Grundstück ist eine Gedenktafel mit Bürgers Konterfei zu sehen.
- Ehemalige Untermühle: Die Untermühle in der Gottfried-August-Bürger-Straße 5 unweit des Ortseingangs wurde 1745 errichtet, mahlte vorwiegend Roggen und war bis 1972 in Betrieb. Der Mühlengraben, welcher von der Garte abzweigte, und das dazugehörige Wehr sind inzwischen zurückgebaut, das Wohnhaus steht unter Denkmalschutz.[6]
- Ehemalige Schmiede: Nachweislich bis in die 1960er Jahre durch die Familie Schneemann in Betrieb.[6] Das denkmalgeschützte Gebäude befindet sich in der Sattenhäuser Straße 19 nebst der Gartebrücke, verfällt aber seit mehreren Jahren.

## Einwohnerentwicklung
Während des Ersten Weltkrieges erhöhte sich die Einwohnerzahl von Wöllmarshausen kurzzeitig durch die Beschäftigung von Kriegsgefangenen aus Russland. Nach Ende des Zweiten Weltkrieges stieg die Einwohnerzahl dann auf ihren bislang höchsten Wert. Dieser Anstieg ist auf den großen Zustrom von Geflüchteten und Vertriebenen aus dem Osten zurückzuführen. 1948 lebten in Wöllmarshausen, zusätzlich zu den Dorfbewohnern, 23 Geflüchtete aus Pommern, 50 aus Ostpreußen und 41 aus Schlesien. Hinzu kamen 34 Evakuierte aus Hannover und eine Reihe von Personen, die aus der sowjetischen Besatzungszone geflohen waren. Anfang der 1950er Jahre sank die Einwohnerzahl wieder.
| Jahr | Einwohner |
| ---- | --------- |
| 1689 | 105       |
| 1905 | 334       |
| 1948 | 603       |
| 1950 | 556       |
| 1960 | 402       |
| 1978 | 417       |
| 2015 | 358       |
| 2020 | 321       |

## Persönlichkeiten

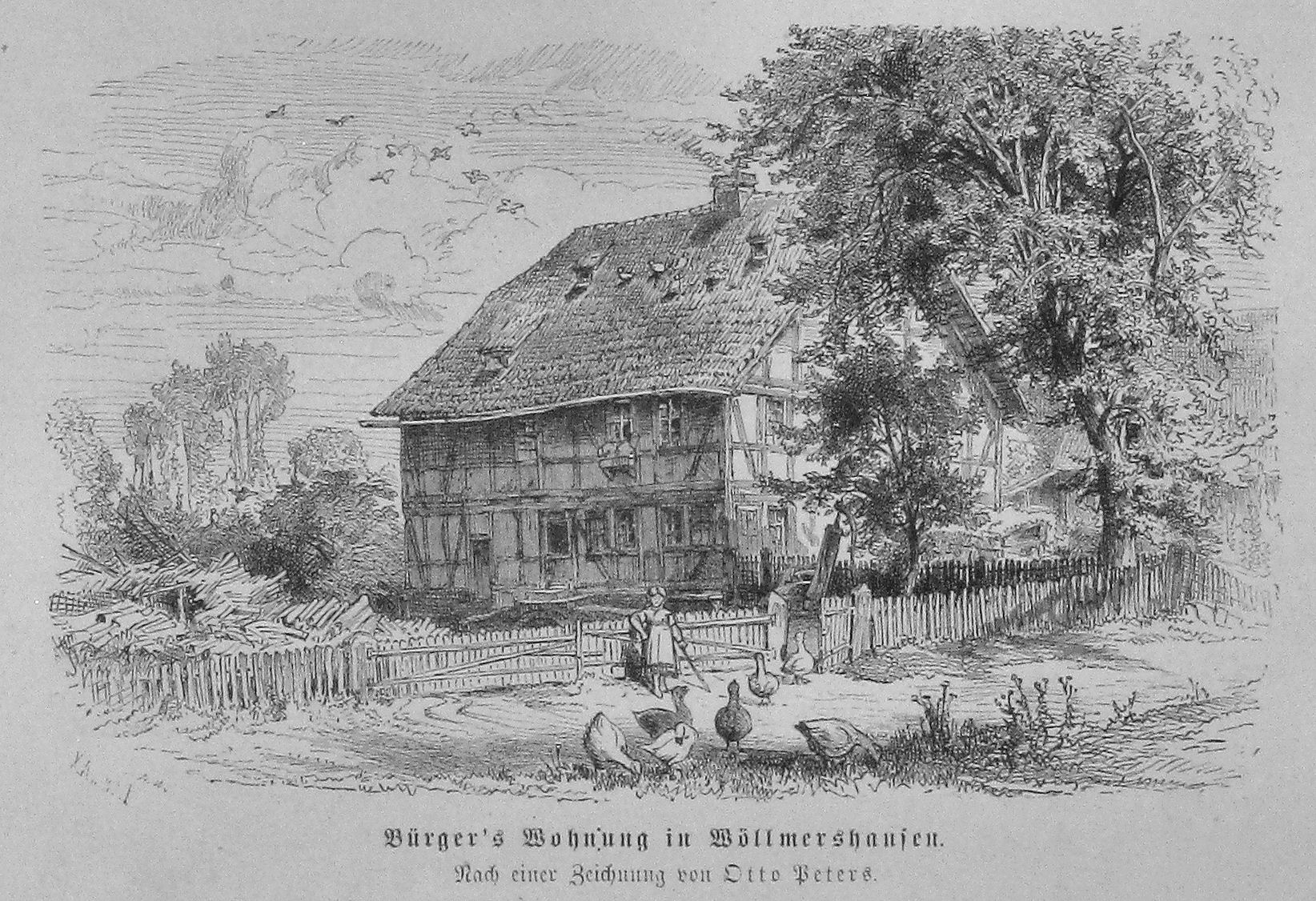
Bürgers Wohnhaus in Wöllmarshausen (1873)

- Gottfried August Bürger (1747–1794), ein Dichter in der Zeit der Aufklärung, arbeitete von 1772 bis 1784 als Amtmann am Gericht Altengleichen in Gelliehausen und wohnte von 1774 bis 1784 in Wöllmarshausen. In dieser Zeit traf sich der vor allem durch seine „Abenteuer des Freiherrn von Münchhausen“ bekannte Dichter heimlich mit seiner Geliebten Auguste „Molly“ Leonhart, Tochter des Göttinger Justizamtmannes Johann Carl Leonhart, in der heute nach ihm benannten Bürger-Grotte nordwestlich von Wöllmarshausen.[16] In Wöllmarshausen entstanden auch seine Gedichte „Molly“ und „Der Liebeskranke“. Die Hauptstraße im Ort ist heute nach Gottfried August Bürger benannt.
- Herbert Günther (geb. 1947), Schriftsteller, Übersetzer und Drehbuchautor, verbrachte seine Kindheit und Jugend in Wöllmarshausen.

## Vereine
- Tischtennisverein (TTV) Wöllmarshausen: 1950 gegründet, mehrfach erfolgreich in der Kreis- und Bezirksliga. 1956 sogar Landesmeister. Zur Anfangszeit trainierte der TTV in der Gastwirtschaft Stietenroth im Dorfzentrum, bekam in den 1980er Jahren aber eine eigene Halle unweit des 1977 eröffneten Dorfgemeinschaftshauses. 2010 wurde der Verein mit dem TTV Sattenhausen zusammengelegt. Zu seiner erfolgreichsten Zeit zählte der Verein über 80 Mitglieder.[2]
- Schützenverein Wöllmarshausen: Gegründet im Juni 1950. Anfangs befand sich der Schießstand nordwestlich des Dorfes am Mühlenberg in Richtung Niedeck. Dieser wurde in den 1970er Jahren durch einen Stand im Neubau des Dorfgemeinschaftshauses ersetzt.[2]
- Verein zur Förderung der örtlichen Verbundenheit in Wöllmarshausen
- Freiwillige Feuerwehr Wöllmarshausen: Gegründet 1937 mit anfangs 31 Mitgliedern. Im Jahr 1974 wurde eine Jugendfeuerwehr gegründet. Die FF Wöllmarshausen ist eine Ortsfeuerwehr mit Grundausstattung und verfügt über ein TSF.[17] Das Feuerwehrhaus ist an das Dorfgemeinschaftshaus angeschlossen. Das alte Spritzenhaus aus Fachwerk, welches bis 1982 als Feuerwehrhaus diente, befand sich neben der Kirche. Es wurde bei der Umgestaltung des Kirchenvorplatzes in den 1990er Jahren abgebrochen.[6]